# Pływanie na Letnich Igrzyskach Olimpijskich 2004 – 4 × 100 m stylem zmiennym kobiet
4 × 100 m stylem zmiennym kobiet – jedna z konkurencji pływackich, które odbyły się podczas XXVIII Igrzysk Olimpijskich. Eliminacje miały miejsce 20 sierpnia, a finał 21 sierpnia.
Złoty medal zdobyła sztafeta australijska w składzie Giaan Rooney, Leisel Jones, Petria Thomas, Jodie Henry. Australijki w finale pobiły rekord świata, uzyskując czas 3:57,32. Wicemistrzyniami olimpijskimi z czasem 3:59,12 zostały reprezentantki Stanów Zjednoczonych. Natalie Coughlin płynąca na pierwszej zmianie sztafety amerykańskiej ustanowiła nowy rekord olimpijski na dystansie 100 m stylem grzbietowym (59,68). Brąz wywalczyły Niemki, które wynikiem 4:00,72 poprawiły rekord Europy.

## Terminarz
Wszystkie godziny podane są w czasie greckim (UTC+03:00) oraz polskim (CEST).
| Data             | Godzina rozpoczęcia | Godzina rozpoczęcia |            |
| Data             | UTC+03:00           | CEST                |            |
| ---------------- | ------------------- | ------------------- | ---------- |
| 20 sierpnia 2004 | 11:55               | 10:55               | Eliminacje |
| 21 sierpnia 2004 | 20:10               | 19:10               | Finał      |

## Rekordy
Przed zawodami rekord świata i rekord olimpijski wyglądały następująco:
| Rekord            | Reprezentacja | Czas    | Miejsce | Data             |
| ----------------- | --- | ------- | ------- | ---------------- |
| Rekord świata     | Stany Zjednoczone · Barbara Bedford (1:01,39) · Megan Quann (1:06,29) · Jenny Thompson (57,25) · Dara Torres (53,37) | 3:58,30 | Sydney  | 23 września 2000 |
| Rekord olimpijski | Stany Zjednoczone · Barbara Bedford (1:01,39) · Megan Quann (1:06,29) · Jenny Thompson (57,25) · Dara Torres (53,37) | 3:58,30 | Sydney  | 23 września 2000 |

W trakcie zawodów ustanowiono następujące rekordy:
| Data        | Etap konkurencji | Reprezentacja                                                                                             | Czas    | Rekord |
| ----------- | ---------------- | --- | ------- | ------ |
| 21 sierpnia | finał            | Australia · Giaan Rooney (1:01,18) · Leisel Jones (1:06,70) · Petria Thomas (56,67) · Jodie Henry (52,97) | 3:57,32 | ,      |

- W finale, na pierwszej zmianie sztafety, Natalie Coughlin ustanowiła nowy rekord olimpijski w konkurencji 100 m stylem grzbietowym, uzyskując czas 59,68.

## Wyniki

### Eliminacje
| Miejsce | Wyścig | Tor | Państwo           | Zawodniczka                                                                                             | Czas      | Uwagi |
| ------- | ------ | --- | ----------------- | --- | --------- | ----- |
| 1.      | 2      | 5   | Australia         | Giaan Rooney (1:01,99) Brooke Hanson (1:07,55) Jessicah Schipper (58,09) Alice Mills (53,54)            | 4:01,17   | Q     |
| 2.      | 1      | 4   | Stany Zjednoczone | Haley Cope (1:01,96) Tara Kirk (1:07,08) Rachel Komisarz (58,75) Amanda Weir (55,03)                    | 4:02,82   | Q     |
| 3.      | 1      | 5   | Niemcy            | Antje Buschschulte (1:02,47) Sarah Poewe (1:07,31) Franziska van Almsick (59,77) Daniela Götz (54,61)   | 4:04,16   | Q     |
| 4.      | 2      | 6   | Wielka Brytania   | Sarah Price (1:01,90) Kirsty Balfour (1:09,19) Georgina Lee (59,56) Melanie Marshall (54,98)            | 4:05,63   | Q     |
| 5.      | 2      | 4   | Chiny             | Zhan Shu (1:01,92) Qi Hui (1:09,90) Zhou Yafei (59,13) Zhu Yingwen (55,02)                              | 4:05,97   | Q     |
| 6.      | 1      | 3   | Japonia           | Noriko Inada (1:02,14) Masami Tanaka (1:09,17) Junko Onishi (59,45) Tomoko Nagai (55,23)                | 4:05,99   | Q     |
| 7.      | 2      | 7   | Hiszpania         | Nina Żywaniewska (1:01,08) Sara Pérez (1:10,52) María Peláez (1:00,34) Tatiana Rouba (54,96)            | 4:06,90   | Q     |
| 8.      | 2      | 2   | Holandia          | Stefanie Luiken (1:04,13) Madelon Baans (1:09,53) Chantal Groot (1:00,51) Marleen Veldhuis (54,55)      | 4:08,72   | Q     |
| 9.      | 1      | 1   | Dania             | Louise Ørnstedt (1:02,71) Majken Thorup (1:11,46) Mette Jacobsen (59,21) Jeanette Ottesen (55,51)       | 4:08,89   |       |
| 10.     | 1      | 6   | Ukraina           | Kateryna Zubkova (1:03,66) Switłana Bondarenko (1:09,36) Jana Kłoczkowa (1:00,16) Olga Mukomol (56,61)  | 4:09,79   |       |
| 11.     | 2      | 1   | Kanada            | Erin Gammel (1:02,57) Lauren van Oosten (1:09,57) Jennifer Fratesi (1:01,60) Brittany Reimer (56,10)    | 4:09,84   |       |
| 12.     | 2      | 8   | Rosja             | Oxana Verevka (1:05,09) Elena Bogomazova (1:08,51) Natalja Sutiagina (58,98) Natalija Shalagina (57,60) | 4:10,18   |       |
| 13.     | 1      | 7   | Nowa Zelandia     | Hannah McLean (1:02,40) Annabelle Carey (1:11,98) Elizabeth Coster (1:00,38) Alison Fitch (55,61)       | 4:10,37   |       |
| 14.     | 2      | 3   | Francja           | Alexandra Putra (1:04,81) Laurie Thomassin (1:12,16) Aurore Mongel (1:00,40) Malia Metella (54,05)      | 4:11,42   |       |
| 15.     | 1      | 8   | Szwajcaria        | Dominique Diezi (1:04,06) Carmela Schlegel (1:12,04) Carla Stampfli (1:03,37) Nicole Zahnd (56,07)      | 4:15,54   |       |
| 16. !   | 1      | 2   | Włochy            | Alessandra Cappa (1:03,11) Chiara Boggiatto (1:09,66) Ambra Migliori Federica Pellegrini                | 9:99,99 ! | DSQ   |

### Finał
| Miejsce | Tor | Państwo           | Zawodniczka                                                                                           | Czas      | Strata  | Uwagi |
| ------- | --- | ----------------- | --- | --------- | ------- | ----- |
| 1. !    | 4   | Australia         | Giaan Rooney (1:01,18) · Leisel Jones (1:06,70) · Petria Thomas (56,67) · Jodie Henry (52,97)         | 3:57,32   |         | ,     |
| 2. !    | 5   | Stany Zjednoczone | Natalie Coughlin (59,68) Amanda Beard (1:06,32) Jenny Thompson (58,81) Kara Lynn Joyce (54,31)        | 3:59,12   | 1,80    |       |
| 3. !    | 3   | Niemcy            | Antje Buschschulte (1:00,72) Sarah Poewe (1:07,08) Franziska van Almsick (58,54) Daniela Götz (54,37) | 4:00,72   | 3,40    | ER    |
| 4.      | 2   | Chiny             | Chen Xiujun (1:02,00) Luo Xuejuan (1:08,82) Zhou Yafei (58,10) Zhu Yingwen (54,43)                    | 4:03,35   | 6,03    |       |
| 5.      | 7   | Japonia           | Reiko Nakamura (1:01,05) Masami Tanaka (1:09,09) Junko Onishi (59,14) Tomoko Nagai (55,55)            | 4:04,83   | 7,51    |       |
| 6.      | 8   | Holandia          | Stefanie Luiken (1:04,83) Madelon Baans (1:09,55) Inge de Bruijn (58,85) Marleen Veldhuis (54,13)     | 4:07,36   | 10,04   |       |
| 7.      | 1   | Hiszpania         | Nina Żywaniewska (1:01,29) Sara Pérez (1:10,62) María Peláez (1:00,74) Tatiana Rouba (54,96)          | 4:07,61   | 10,29   |       |
| 8. !    | 6   | Wielka Brytania   | Katy Sexton (1:02,36) Kirsty Balfour (1:07,98) Georgina Lee (59,63) Kathryn Evans                     | 9:99,99 ! | 99,99 ! | DSQ   |